# خايمي فياريال
خايمي فياريال (بالإنجليزية: Jaime Villarreal)‏ هو لاعب كرة قدم أمريكي في مركز الوسط، ولد في 23 يونيو 1995 في إنغليووود في الولايات المتحدة. شارك مع منتخب الولايات المتحدة تحت 20 سنة لكرة القدم. أما مع النوادي، فقد لعب مع لوس أنجلوس غلاكسي ونادي ساكارامينتو ريببلك.

## وصلات خارجية
- خايمي فياريال على موقع الدوري الأمريكي (الإنجليزية)
- خايمي فياريال على موقع قاعدة بيانات كرة القدم.إي يو (الإنجليزية)
- خايمي فياريال على موقع Soccerbase.com (لاعب) (الإنجليزية)
- خايمي فياريال على موقع Soccerway.com (الإنجليزية)
- خايمي فياريال على موقع عالم كرة القدم.نت (الإنجليزية)